# زاليبلون
زاليبلون (بالإنجليزية: Zaleplon)‏ هو دواء يُستعمل في علاج:
- أرق[9][10]

## دوره
يلعب هذا الدواء دورًا في علاج الأمراض كونه:
- مضاد اختلاج